# Kyuden Voltex
Maillots
Dernière mise à jour : 19 août 2021.
Les Kyuden Voltex sont une équipe japonaise de rugby à XV, basée à Fukuoka sur l'île de Kyūshū. Ils participent au Top Challenge League depuis 2014.
Le club est la propriété de la compagnie d'électricité de Kyushu, aussi appelée Kyuden. Son surnom de Voltex est un amalgame entre les mots Voltage (tension electrique) et Technique.

## Histoire
Héritier du  Kyushu Rugby Club (créé en 1922), le Kyushu Electric Power Rugby Club est fondé en 1951. Il s'agit d'un club corporatif appartenant à la compagnie d'électricité de Kyushu, et dont les joueurs sont uniquement les employés de l'entreprise. Il participe à la "Ligue du Japon occidental", qui est alors le championnat au niveau le plus élevé, en l'absence d'un championnat d'envergure nationale. Après seulement deux ans d'existence, le club remporte le Tournoi national des sociétés en 1953.
Le club joue en élite régionale jusqu'en 2002, et la réforme du rugby japonais, et notamment la création de la Top League. Il y remporte au passage sept titres de champion du Japon occidental en moins de dix ans, entre 1981 et 1990,.
En 2003, Kyushu Electric Power est admis en Ligue Kyushu A, second échelon régional derrière la Top League. Le club signe son premier étranger de grande envergure en 2005, en obtenant les services du centre international australien Nathan Grey, champion du monde en 1999.
Après plusieurs années à buter aux portes de la Top League, le club accède finalement à l'élite japonaise en 2007-2008. La montée en Top League s'accompagne d'un changement de nom pour le club, qui devient Kyuden Voltex. Le nom de Voltex est un amalgame entre les mots Voltage (tension electrique) et Technique.
Les Kyuden Voltex jouent en Top League pendant trois saisons, avant d'être rétrogradée en Ligue Kyushu A en 2011 après une saison sans aucune victoire. Le club remporte par la suite plusieurs fois son championnat, mais échoue à chaque fois à remonter en Top League.
En juillet 2021, il est annoncé que le club sera placé dans la troisième division du nouveau championnat professionnel japonais nommé League One,.

## Palmarès
- Vainqueur du Tournoi national des sociétés en 1953.
- Vainqueur de la Ligue du Japon occidental en 1981, 1982, 1984, 1987, 1988, 1989 et 1990.
- Vainqueur de la Ligue Kyushu A en 2005, 2006, 2010, 2011, 2014 et 2016.

## Personnalités du club

### Effectif 2021
L'effectif de Kyuden Voltex pour la saison 2021 est le suivant :
 (c) pour le capitaine, Gras pour un joueur international

### Joueurs emblématiques et célèbres
- Nathan Grey  (2005-2008)
- Chris Jack  (2012)
- Chris Latham  (2010-2012)
- Mat Luamanu  (2012-2014)
- Josh Mann-Rea  (2009-2011)